# 林添進
林添進（Lin Tien Chin，1979年5月19日—），台灣男性健美運動員。

## 簡歷
林添進畢業於台灣國立體育大學運動技術學系，求學時期已開始接觸健身和健美運動，亦擅長舉重及中長跑項目。曾是舉重運動員，大學畢業後立即入伍當兵〈憲兵〉。退伍後因肩膀受傷開刀而休養一段時間，至2011年才開始真正接觸健美訓練，成為健美運動員，2014年參加《世界阿諾健美經典賽》，奪得「75公斤級以下 季軍」台灣首位獲獎選手2017年參加美國NPC健美職業賽奪得「男子健美全場總冠軍」亦創下台灣首位獲獎紀錄。
目前就讀國立體育大學競技與教練科學研究所-運動訓練生化與營養研究室，於電腦公司擔任助理管理師。以業餘形式參與多個國際健美比賽，屢獲殊榮。

## 曾獲獎項
| 年份   | 獎項                                                                       | 結果 |
| 2004年 | 世界盃阿諾健美經典賽75公斤級以下 季軍                                      | 獲獎 |
| 2012年 | 香港國際健美邀請賽男子組健美 第四名                                        | 獲獎 |
| 2012年 | 香港國際健美邀請賽古典健美 第三名                                          | 獲獎 |
| 2013年 | 全國健美中正盃（-75kg） 第一名                                             | 獲獎 |
| 2013年 | 全國健美青年盃（-75kg） 第一名                                             | 獲獎 |
| 2013年 | 全國健美總統盃（-75kg） 第二名                                             | 獲獎 |
| 2013年 | 全國健美府城盃（-75kg） 第一名                                             | 獲獎 |
| 2013年 | 香港國際健美邀請賽男子組 全場總冠軍                                        | 獲獎 |
| 2013年 | 香港國際健美邀請賽男子組（-75kg） 第一名                                   | 獲獎 |
| 2013年 | 香港國際健美邀請公開賽（-75kg） 第三名                                     | 獲獎 |
| 2014年 | 全國健美府城盃（-85kg） 第一名                                             | 獲獎 |
| 2014年 | 全國健美中正盃（-80Kg） 第一名                                             | 獲獎 |
| 2014年 | 嘉義市長盃健美（-90kg） 第一名                                             | 獲獎 |
| 2014年 | 全國健美總統盃（-90kg） 第一名                                             | 獲獎 |
| 2014年 | 全國健美青年盃（-80kg） 第一名                                             | 獲獎 |
| 2014年 | 香港國際健美邀請賽男子組（-80Kg） 第五名                                   | 獲獎 |
| 2014年 | 亞洲盃健美錦標賽（-75kg） 第三名                                           | 獲獎 |
| 2015年 | 全國青年盃暨103學年度全國中等學校健美錦標賽（-80kg） 第一名                | 獲獎 |
| 2015年 | Olympia Amateur Asia_Men's Bodybuilding（-80kg） 第三名                    | 獲獎 |
| 2015年 | 亞洲盃健美錦標賽（-80kg） 第四名                                           | 獲獎 |
| 2015年 | Arnold Amateur Bodybuilding（-75kg） 第三名                                | 獲獎 |
| 2016年 | Olympia Amateur Asia_Men's Bodybuilding（-80kg） 第三名                    | 獲獎 |
| 2016年 | Official NPC Texes Johnnie O. Jackson Classic_Master Open（35~49） 第一名  | 獲獎 |
| 2016年 | Official NPC Texes Johnnie O. Jackson Classic Bodybuilding（-85kg） 第二名 | 獲獎 |
| 2016年 | IFBB 東亞盃健美健身錦標賽（-80kg） 第二名                                  | 獲獎 |

## 外部連結
- 林添進的Facebook專頁
- 林添進 - 國際健身教練學院 （页面存档备份，存于）